# 혹고니
혹고니(학명: Cygnus olor)는 오리과에 속하는 새이다. 몸길이는 약 152cm로 온몸이 흰색이고, 부리는 선명한 오렌지색인데 부리 위에 검은색 혹이 있다. 헤엄칠 때는 부리를 수면으로 향하고, 목은 S자 모양으로 구부린다. 호수, 하구 등지에 서식하고, 청록색을 띤 흰색 알을 5-7개 낳으며, 암컷과 수컷이 교대로 알을 품는다. 수생식물 및 작은 동물성 먹이를 먹는다. 세계 각지에 분포하며 한국에서는 겨울에 볼 수 있다. 대한민국에서는 고니, 큰고니 등과 함께 천연기념물로 지정하여 보호하고 있다(고니: 제201-1호, 큰고니: 제201-2호, 혹고니: 제201-3호). 또한 멸종위기 야생생물 Ⅰ급에도 포함되어 있다.
다른 고니들과는 대조적으로 큰 소리를 내지 못한다. 작게 짧은 소리를 내는 게 전부로 영어로 벙어리 고니(Mute swan)라고 불리는 것은 이런 연유이다.
우리나라에선 꽤 보기 어려우나 대신 유럽에 많다.

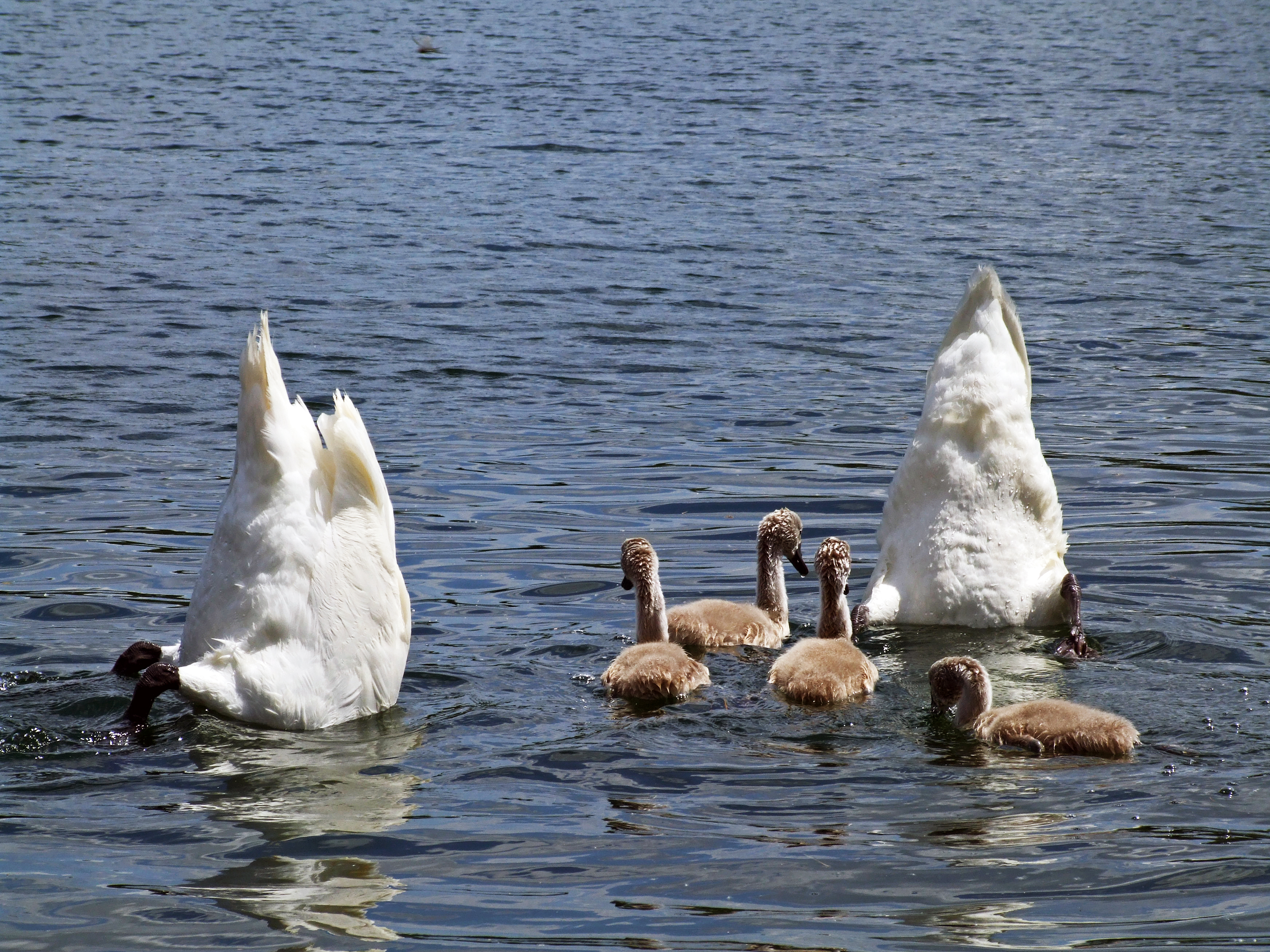
수초를 먹는 혹고니 부부
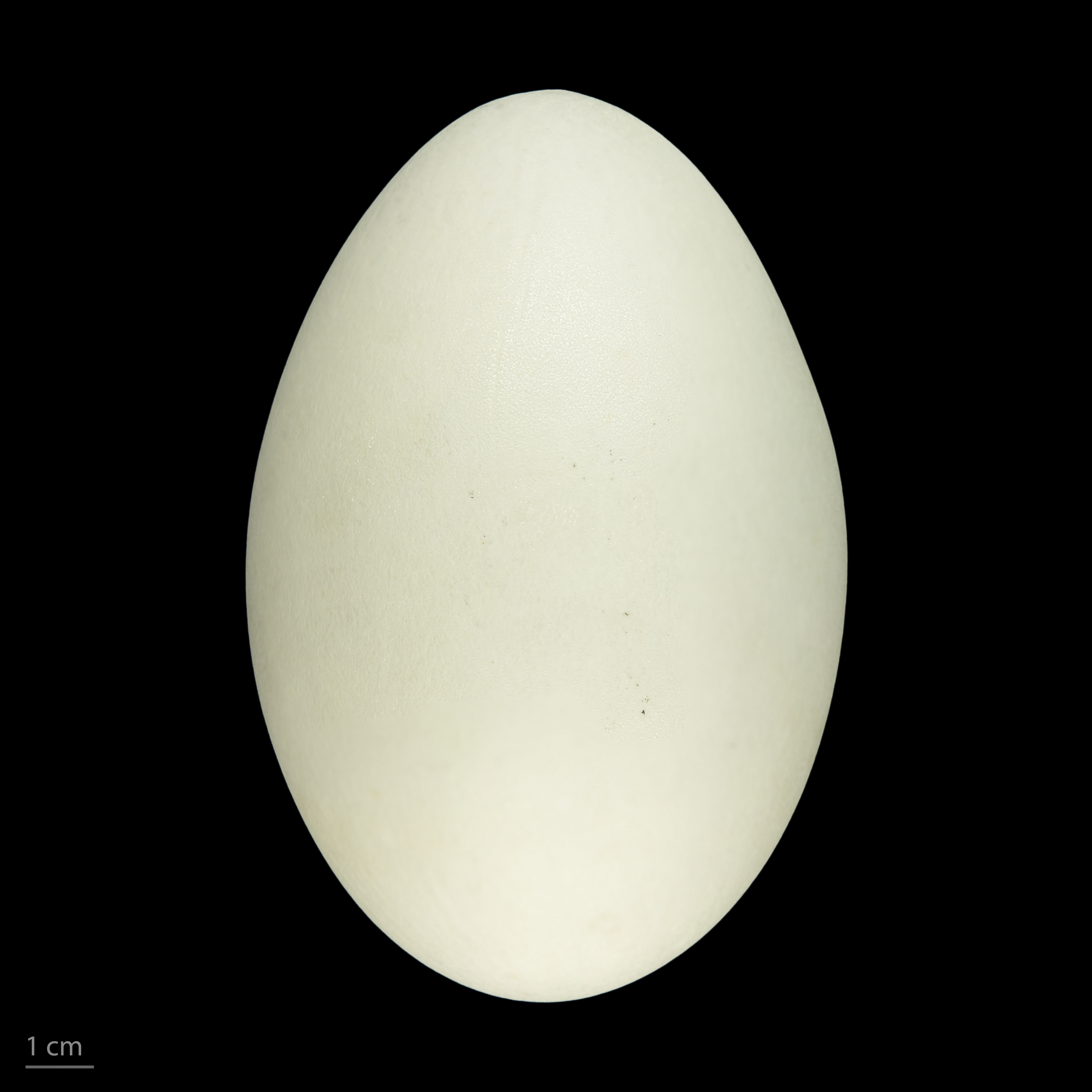
혹고니 알

### 인간에 대한 공격
혹고니는 나팔고니와 더불어 고니속에 속하는 새들 중에서도 호전적이고 폭력적인 경향이 가장 강하다.
이 때문에 혹고니가 서식하는 지역에서는 사람에 대한 공격이 빈번하므로 주변에 경고문이 항상 붙는다. 영역 의식이 매우 민감하고, 알이나 새끼가 있는 번식기에 특히 공격성이 증가한다고 한다.

## 참고 자료
- 이 문서에는 다음커뮤니케이션(현 카카오)에서 GFDL 또는 CC-SA 라이선스로 배포한 글로벌 세계대백과사전의 내용을 기초로 작성된 글이 포함되어 있습니다.